# 안데스횡단쌀쥐속
안데스횡단쌀쥐속(Transandinomys)은 비단털쥐과 목화쥐아과에 속하는 설치류이다. 2종으로 이루어져 있으며, 중앙아메리카 온두라스부터 남쪽과 동쪽으로 에콰도르 남서부와 남아메리카 북부의 베네수엘라 북서부까지 분포한다. 2006년까지 쌀쥐속에 포함되었지만, 계통 분석을 통해 쌀쥐속의 종과는 관련이 없는 것으로 밝혀져 별도의 속으로 분류되었다. 가장 가까운 속으로 아주 유사한 종을 포함하고 있는 큰머리쌀쥐속(Hylaeamys)과 맥코넬쌀쥐속(Euryoryzomys)으로 추정하고 있다. 안데스횡단쌀쥐속의 두 종은 파란 많은 분류학 역사를 갖고 있다.

## 하위 종
- 볼리비아쌀쥐 (Transandinomys bolivaris)
- 탈라만카쌀쥐 (Transandinomys talamancae)

## 계통 분류
다음은 2006년 웩슬러 등(Weksler_et_al..)의 연구에 기초한 계통 분류이다.

|  | 우카얄리물쥐속, 맥코넬쌀쥐속, 핸들리쥐속, 큰머리쌀쥐속, 해먼드쌀쥐속, 톰스쌀쥐속, 나무쌀쥐속, 안데스횡단쌀쥐속 |
|  | |
|  | \| \| 작은쌀쥐속, 거친털쥐속, 피그미쌀쥐속, 페루쌀쥐속 \| \| \| \| \| \| 해안쌀쥐속, 세하두쌀쥐속, 흰반점산악쥐속, 회색쌀쥐속, 습지쥐속, 큰습지쥐속, 검은쌀쥐속, 남아메리카물쥐속, 갈라파고스쌀쥐속, 쌀쥐속, 브라질가짜쌀쥐속, 쌀물쥐속, 파라과이쌀쥐속 \| \| \| \| |
|  | |
|  | 작은쌀쥐속, 거친털쥐속, 피그미쌀쥐속, 페루쌀쥐속 |
|  | |
|  | 해안쌀쥐속, 세하두쌀쥐속, 흰반점산악쥐속, 회색쌀쥐속, 습지쥐속, 큰습지쥐속, 검은쌀쥐속, 남아메리카물쥐속, 갈라파고스쌀쥐속, 쌀쥐속, 브라질가짜쌀쥐속, 쌀물쥐속, 파라과이쌀쥐속                                                                                      |
|  | |

|  | 작은쌀쥐속, 거친털쥐속, 피그미쌀쥐속, 페루쌀쥐속 |
|  | |
|  | 해안쌀쥐속, 세하두쌀쥐속, 흰반점산악쥐속, 회색쌀쥐속, 습지쥐속, 큰습지쥐속, 검은쌀쥐속, 남아메리카물쥐속, 갈라파고스쌀쥐속, 쌀쥐속, 브라질가짜쌀쥐속, 쌀물쥐속, 파라과이쌀쥐속 |
|  | |

|  | 우카얄리물쥐속, 맥코넬쌀쥐속, 핸들리쥐속, 큰머리쌀쥐속, 해먼드쌀쥐속, 톰스쌀쥐속, 나무쌀쥐속, 안데스횡단쌀쥐속 |
|  | |
|  | \| \| 작은쌀쥐속, 거친털쥐속, 피그미쌀쥐속, 페루쌀쥐속 \| \| \| \| \| \| 해안쌀쥐속, 세하두쌀쥐속, 흰반점산악쥐속, 회색쌀쥐속, 습지쥐속, 큰습지쥐속, 검은쌀쥐속, 남아메리카물쥐속, 갈라파고스쌀쥐속, 쌀쥐속, 브라질가짜쌀쥐속, 쌀물쥐속, 파라과이쌀쥐속 \| \| \| \| |
|  | |
|  | 작은쌀쥐속, 거친털쥐속, 피그미쌀쥐속, 페루쌀쥐속 |
|  | |
|  | 해안쌀쥐속, 세하두쌀쥐속, 흰반점산악쥐속, 회색쌀쥐속, 습지쥐속, 큰습지쥐속, 검은쌀쥐속, 남아메리카물쥐속, 갈라파고스쌀쥐속, 쌀쥐속, 브라질가짜쌀쥐속, 쌀물쥐속, 파라과이쌀쥐속                                                                                      |
|  | |

|  | 작은쌀쥐속, 거친털쥐속, 피그미쌀쥐속, 페루쌀쥐속 |
|  | |
|  | 해안쌀쥐속, 세하두쌀쥐속, 흰반점산악쥐속, 회색쌀쥐속, 습지쥐속, 큰습지쥐속, 검은쌀쥐속, 남아메리카물쥐속, 갈라파고스쌀쥐속, 쌀쥐속, 브라질가짜쌀쥐속, 쌀물쥐속, 파라과이쌀쥐속 |
|  | |